# Мотин, Иван Никитович
Ива́н Ники́тович Мо́тин (1917—1962) — старшина Рабоче-крестьянской Красной Армии, участник Великой Отечественной войны, Герой Советского Союза (1944).

## Биография
Родился 17 января 1917 года в селе Тазино (ныне — Большеберезниковский район Мордовии). Окончил неполную среднюю школу. До призыва в армию проживал в Нижнем Тагиле, работал на Уралвагонзаводе. В июле 1941 года Мотин был призван на службу в Рабоче-крестьянскую Красную Армию. В боях был ранен.
К июню 1944 года гвардии старшина Иван Мотин командовал пулемётным расчётом 219-го гвардейского стрелкового полка 71-й гвардейской стрелковой дивизии 6-й гвардейской армии 1-го Прибалтийского фронта. Отличился во время освобождения Витебской области Белорусской ССР. 25 июня 1944 года расчёт Мотина одним из первых переправился через Западную Двину в районе деревни Дворище Бешенковичского района и принял активное участие в боях за захват и удержание плацдарма на её западном берегу, продержавшись до переправы основных сил.
Указом Президиума Верховного Совета СССР от 22 июля 1944 года за «образцовое выполнение боевых заданий командования и проявленные при этом мужество и героизм» гвардии старшина Иван Мотин был удостоен высокого звания Героя Советского Союза с вручением ордена Ленина и медали «Золотая Звезда» за номером 3856.
После окончания войны демобилизован. Проживал и работал сначала в Нижнем Тагиле, затем в Тазино. Скоропостижно умер 13 мая 1962 года, похоронен в Тазино.
Был также награждён рядом медалей.
В честь Мотина названы улицы в Тазино и Нижнем Тагиле.